# Dojlidy (gmina)
Dojlidy (ros. Дойлидская волость) – dawna gmina wiejska istniejąca w latach 1861–1954 na Białostocczyźnie. Nazwa gminy pochodzi od wsi Dojlidy (obecnie jest to osiedle Białegostoku), lecz siedzibą gminy w Rosji i w II RP było nadleśnictwo Zielona, a po II wojnie światowej Białystok.

## Imperium Rosyjskie (1861–1915)
Gmina zbiorowa Dojlidy z siedzibą w Zielonej powstała w wyniku reformy struktur administracyjnych państwa rosyjskiego w 1861 roku. Była częścią powiatu białostockiego należącego (od 1843) do guberni grodzieńskiej. W 1890 roku gmina Dojlidy obejmowała 43 wsi i zamieszkiwało ją 3954 osób.

## I wojna światowa (1915–1919)
Podczas I wojny światowej (1915–1919) gmina wraz z powiatem białostockim należała do okupowanego przez Niemcy Ober-Ostu (w latach 1915–1916 w okręgu Białystok, a 1916–1918 w okręgu Białystok-Grodno) oraz do Królestwa Litwy (1918). W sierpniu 1919 przeszła pod administrację polską.

## II Rzeczpospolita (1919–1939)
Po odrodzeniu państwa polskiego gmina należała do powiatu białostockiego w woj. białostockim.
Według Powszechnego Spisu Ludności z 1921 roku gminę zamieszkiwało 3899 osób, wśród których 2991 było wyznania rzymskokatolickiego, 870 prawosławnego, 24 ewangelickiego, 13 mojżeszowego a jedna greckokatolickiego. Jednocześnie 3778 mieszkańców zadeklarowało polską przynależność narodową, 118 białoruską, oraz był tu jeden Rosjanin, Łotysz i Rusin. W gminie było 604 budynków mieszkalnych.
16 października 1933 gminę Dojlidy podzielono na 16 gromad: Bagnówka, Ciasne, Cieliczanka, Dojlidy Górne, Grabówka, Henryków, Karakule, Kuriany, Karakule, Nowodworce, Ogrodniczki, Olmonty, Sobolewo, Sowlany, Stanisławowo, Zasady i Zaścianki.

## II wojna światowa (1939–1944)
Podczas II wojny światowej gmina znajdowała się przejściowo poza administracją polską.

## PRL(1944–1954)
Po wojnie gmina należała do powietu białostockiego w woj. białostockim.
W dniu 1 lipca 1952 roku gmina była podzielona na 16 gromad:  Bagnówka, Ciasne, Cieliczanka, Dojlidy Górne, Grabówka, Henryków, Karakule, Kuriany, Karakule, Nowodworce, Ogrodniczki, Olmonty, Sobolewo, Sowlany, Stanisławowo, Zasady i Zaścianki.
1 kwietnia 1954 roku część obszaru gminy Dojlidy (część gruntów gromady Zaścianki o powierzchni 695,74 ha) przyłączono do Białegostoku.
Gmina została zniesiona 29 września 1954 roku wraz z reformą wprowadzającą gromady w miejsce gmin.

## Dalsze losy
Jednostki nie przywrócono 1 stycznia 1973 roku po reaktywowaniu gmin, a jej obszar wszedł w skład:
- gminy Zaścianki (6 sołectw, czyli 37,5%) – Ciasne, Dojlidy Górne, Grabówka, Henrykowo, Kuriany, Olmonty, Sobolewo, Sowlany, Stanisławowo i  Zaścianki;
- gminy Supraśl (3 sołectwa, czyli 18,8%) – Cieliczanka, Karakule i Ogrodniczki;
- gminy Wasilków  (1 sołectwo, czyli 6,3%) – Nowodworce;
- gminy Gródek (1 sołectwo, czyli 6,3%) – Zasady;
- Białegostoku (1 sołectwo, czyli 6,3%) – Bagnówka.

Po zniesieniu gminy Zaścianki 1 lipca 1976 dawne sołectwa dojlidzkie weszły w skład gmin: Juchnowiec Dolny (Olmonty i Stanisławowo), Supraśl (Ciasne, Grabówka, Henrykowo, Sobolewo, Sowlany i Zaścianki) oraz Zabłudów (Dojlidy Górne i Kuriany). W 2006 roku do Białegostoku włączono Dojlidy Górne z gminy Zabłudów.
W odniesieniu do granic z kwietnia 1954, obszar gminy Dojlidy jest ekstremalanie rozczłonkowany pomiędzy różnymi gminami (2024):
- 56,3% (9 z 16 dawnych sołectw) przynależy do gminy Supraśl,
- 12,5% (2 z 16 dawnych sołectw) przynależy do Białegostoku,
- 12,5% (2 z 16 dawnych sołectw) przynależy do gminy Juchnowiec Dolny,
- 6,3% (1 z 16 dawnych sołectw) przynależy do gminy Gródek,
- 6,3% (1 z 16 dawnych sołectw) przynależy do gminy Wasilków,
- 6,3% (1 z 16 dawnych sołectw) przynależy do gminy Zabłudów.

Niespójność geograficzna mikroregionu i rozerwane więzi społeczne przyczyniły się do zrodzenia się w 2016 roku projektu utworzenia gminy Grabówka, który jednak nie został zrealizowany (mimo wydanego rozprządzenia). Do wyodrębnienia gminy Grabówka doszło ostatecznie 1 stycznia 2025.